# Hetairus polaris
Hetairus polaris är en kräftdjursart. Hetairus polaris ingår i släktet Hetairus och familjen Hippolytidae. Inga underarter finns listade i Catalogue of Life.